# Чёрненький, Виктор Алексеевич
Виктор Алексеевич Чёрненький — сержант контрактной службы Вооружённых Сил Российской Федерации, участник Первой и Второй чеченских войн, погиб при исполнении служебных обязанностей, кавалер ордена Мужества (посмертно).

## Биография
Виктор Алексеевич Чёрненький родился 17 апреля 1971 года в городе Пскове. С восьмилетнего возраста учился в Псковской средней школе № 13, окончил десять классов в 1989 году. Во время учёбы активно занимался парашютным спортом. В 1989—1991 годах проходил службу в Вооружённых Силах СССР, будучи старшим сапёром-разведчиком в 16-й отдельной гвардейской бригаде специального назначения Московского военного округа. В октябре 1991 года Чёрненький был демобилизован и вернулся в родной город. В течение двух месяцев трудился в жилищно-эксплуатационном управлении № 7 города Пскова, после чего подал заявление о поступлении на сверхсрочную службу. Освоив специальность авиационного механика, служил в 334-м воздушно-транспортном авиационном полку, дислоцировавшемся во Пскове, где в звании прапорщика служил его отец.
В апреле 1993 года поступил на службу в Отряд милиции особого назначения при Управлении внутренних дел Псковской области на должность милиционера-бойца. В ОМОН прослужил почти шесть лет, шесть раз командировался на Северный Кавказ в зону контртеррористической операции в ходе Первой чеченской войны. Занимался несением патрульно-постовой службы, сбором оперативной информации, неоднократно участвовал в боевых столкновениях с незаконными вооружёнными формированиями чеченских сепаратистов. Многократно удостаивался благодарностей от командования, был награждён медалью «За отвагу», нагрудными знаками «Отличник милиции» и «Участник боевых действий».
В марте 1999 года Чёрненький оставил службу в органах внутренних дел Российской Федерации, поступив на службу по контракту во 2-ю отдельную бригаду специального назначения. В феврале 2000 года он в очередной раз находился в служебной командировке в зоне боевых действий. Утром 16 февраля 2000 года Чёрненький в составе одной из групп специального назначения был направлен в район села Танги-Чу Урус-Мартановского района Чеченской Республики для прикрытия проходившей рядом колонны мотострелковых подразделений. 21 февраля 2000 года в ожесточённой схватке с превосходящими силами сепаратистов сержант контрактной службы Виктор Алексеевич Чёрненький погиб, как и 24 его сослуживца.
Указом Президента Российской Федерации сержант контрактной службы Виктор Алексеевич Чёрненький посмертно был удостоен ордена Мужества.

## Память
- В честь Чёрненького будет названа улица в новом микрорайоне Пскове[3].
- На здании Псковской средней школы № 13 установлена мемориальная доска в память о Чёрненьком[4].